# Lądowisko Nowy Sącz
Lądowisko Nowy Sącz – lądowisko sanitarne Nowym Sączu, w województwie małopolskim, znajdujące się przy ul. Bulwar Narwiku. Zarządzane jest przez Szpital Specjalistyczny im. Jędrzeja Śniadeckiego w Nowym Sączu. Przystosowane jest do lądowania śmigłowców o masie do 5700 kg, lądowisko zostało wyposażone w: wskaźniki wiatru i ścieżki schodzenia, oświetlenie nawigacyjne pozwalające na lądowanie w porze nocnej. Lądowisko przyszpitalne używane jest przez Lotnicze Pogotowie Ratunkowe i miejscowy, Karpacki Oddział Straży Granicznej.
Od 2011 lądowisko widnieje w ewidencji lądowisk Urzędu Lotnictwa Cywilnego pod numerem 95.